# Ectoedemia nigrifasciata
Ectoedemia nigrifasciata là một loài bướm đêm thuộc họ Nepticulidae. Nó là loài đặc hữu của quần đảo Canaria.
Ấu trùng ăn Periploca laevigata. They mine the leaves of their host plant. 